# 布加迪威龙
布加迪威龍16.4（英語：Bugatti Veyron 16.4，也称布加迪威航），是1998年德國大众汽車（Volkswagen）併購布加迪之後，於2000年公開發表的超級跑車。德國大众集團在2016年3月1日在日內瓦汽車展發表了繼任車款布加迪Chiron。

## 概要

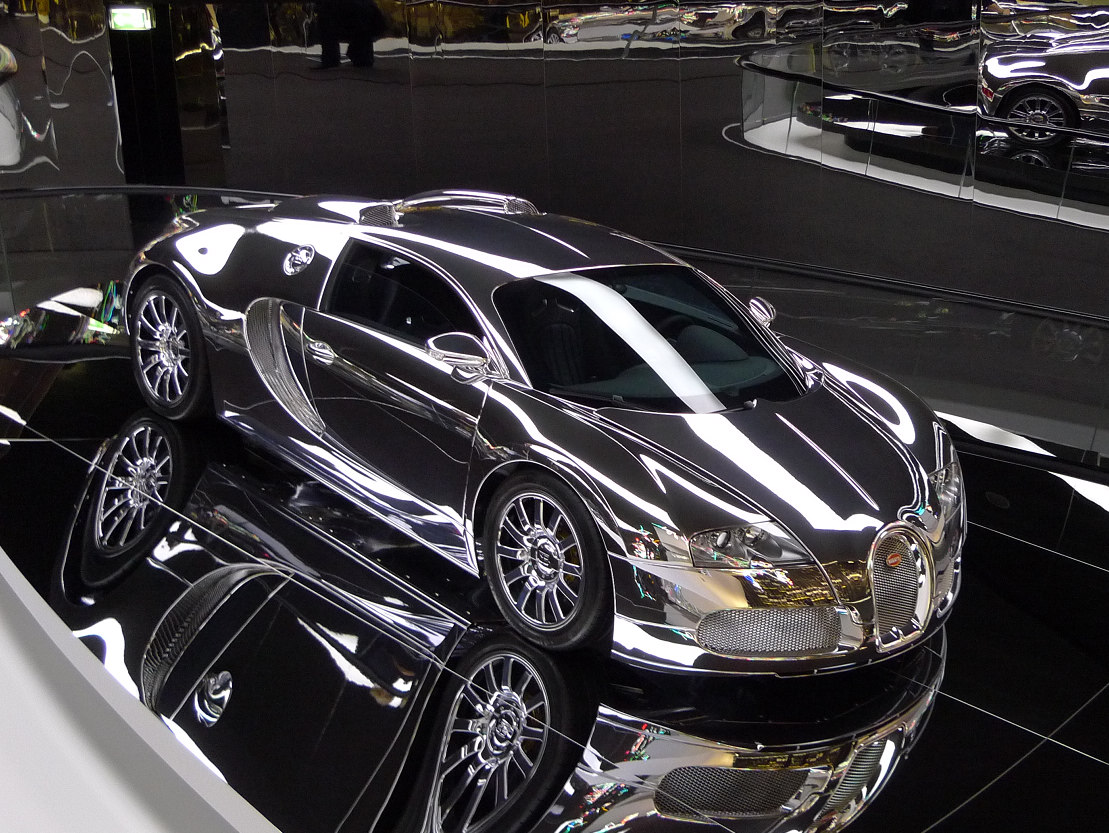
布加迪威龙16.4概念車於大众汽车城

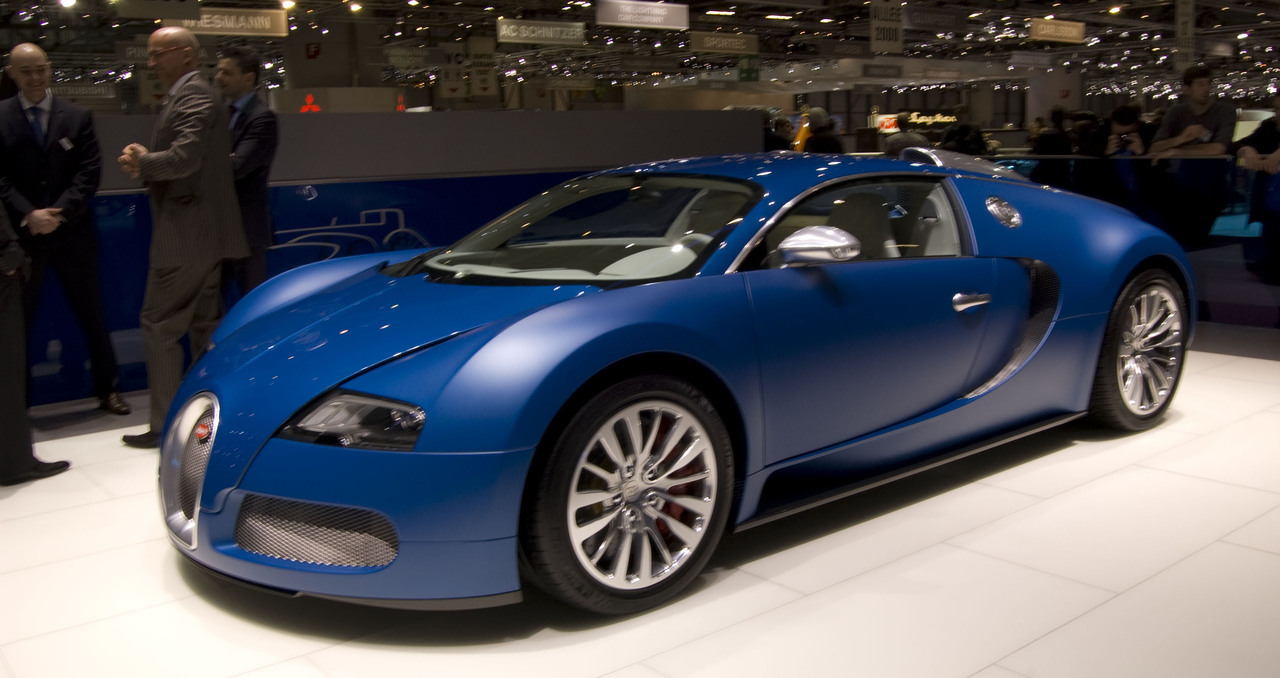
藍色布加迪威龍16.4

布加迪威龍16.4原本是一輛概念車，車名是為了紀念早年為布佳迪參賽的法國賽車手皮埃爾·韋隆（Pierre Veyron），原本預計於2002年上市。前期概念車款為布加迪Veyron EB 18.4，是一輛搭載18汽缸、每缸4汽門的6.2升自然進氣W型發動機的超級跑車，不過因為其發動機輸出馬力為620匹，無法與當時世界頂級跑車相較，更無法達成布佳迪欲製造世界上行駛速度最快的超級跑車為目標。於是在同一年布加迪威龍16.4發表，德國福斯汽車把發動機排氣量增大至8公升，並裝備四具渦輪增壓器，不過縮減缸數至16缸，可輸出1001匹馬力。當時布加迪廠方宣稱此車行駛極速可以達到406km/h，如果達成了就將是世界最快量產車，不過卻也因為這樣驚人的宣告，布佳迪廠方不斷測試與改進，遇到許多困難，尤其以達成406km/h行駛極速仍然困難；因此造成公開售賣日期一再延遲。最後因為成本問題在2005年中正式公開售賣（2005年摩納哥F1大賽時，第一輛市售布加迪威龍16.4亮相，此車車體顏色為全白色），否則研發經費累積得相當昂貴，當時布加迪威龍16.4的紀錄極速是396km/h，在2006年中時，終於以407km/h超越發表時所宣告的極速。
布加迪威龍16.4預計生產300輛，目前售價為100萬歐元。美國拉夫·勞倫馬球（Ralph Lauren Corporation）服裝品牌創始人拉爾夫·洛朗和英國足球明星碧咸擁有布加迪威龍16.4，美國拳擊明星弗洛伊德·梅威瑟擁有三輛布加迪威龍16.4。
布加迪威龍16.4除了基本型號，更有3個洐生型號，包括是Grand Sport敞篷車版本，Super Sport和Grand Sport Vitesse敞篷車版本。其中Super Sport型號的性能最為強大，馬力為1200匹，力矩為1500Nm，行駛極速為431km/h，但為保護輪胎行駛安全和發動機運行安全，已被電子系統強制最大限速行駛在415km/h以下。

## 性能規格（布加迪威龍16.4 Super Sport型號）[2]
- 發動機形式：W型16缸
- 發動機增壓：4具渦輪增壓
- 發動機排氣量：7993cc
- 變速器形式：DSG雙離合器序列式
- 變速器檔位：7速手/自動變速器

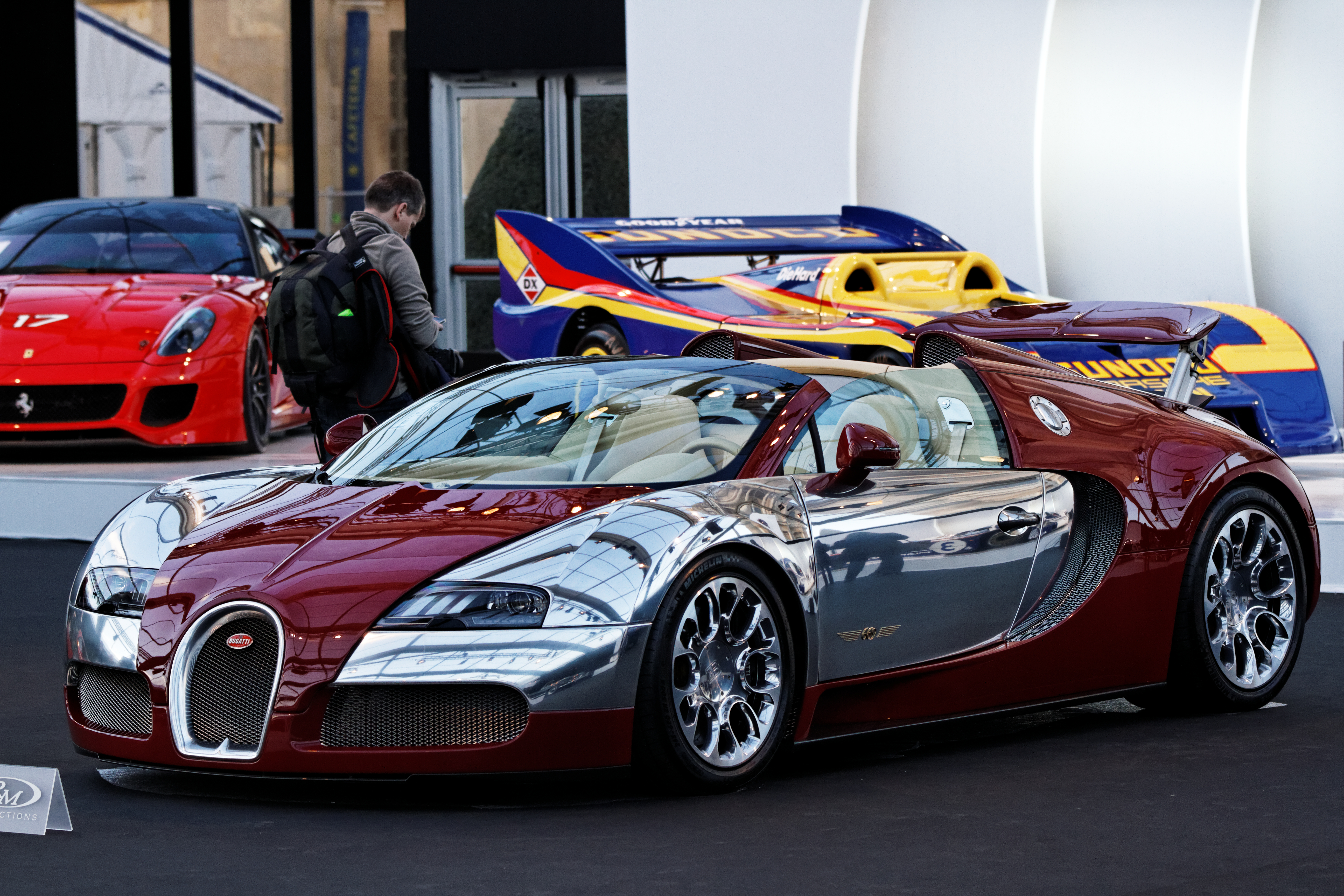
布加迪威龙16.4 Grand Sport

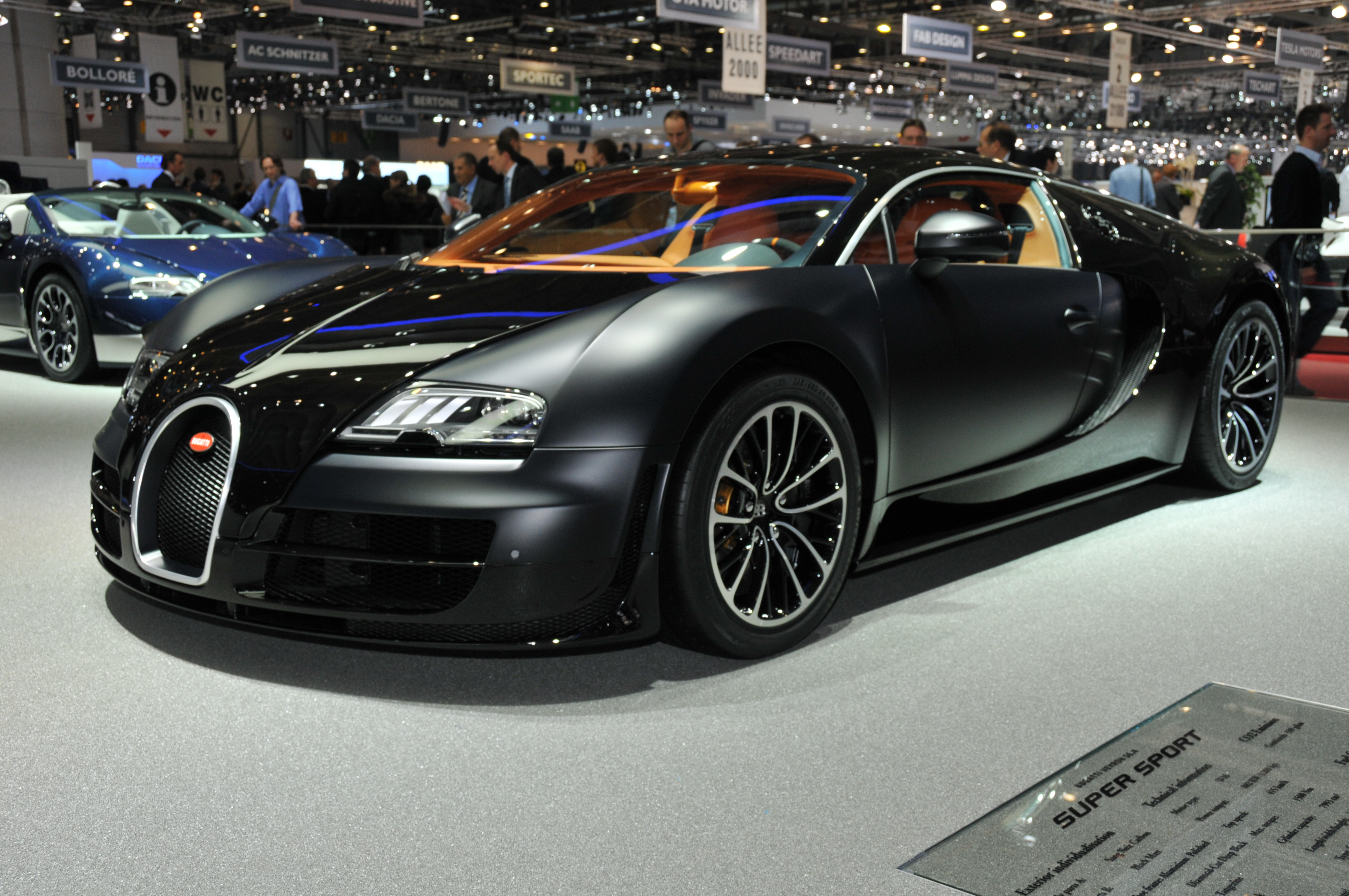
布加迪威龙16.4 Super Sport

- 發動機馬力輸出：1200匹馬力（發動機轉速6400轉）
- 力距輸出：1500Nm（發動機轉速3000轉-5000轉）
- 傳動系統：四輪傳動系統
- 車體重量：1800-2200公斤
- 加速性能
- 0-100Km/h：2.4秒
- 0-200Km/h：6.7秒
- 0-300Km/h：14.6秒
- 行駛極速：431km/h

## 燃油消耗量
美國（Forbes）雜誌於2006年選出布加迪威龍16.4為世界上最消耗燃油的超級跑車，布加迪威龍16.4的數據如下：
- 市區：每公升汽油行駛2.9公里
- 高速：每公升汽油行駛4.1公里
- 以極速（407Kp/h）行駛：每公升汽油行駛0.89公里

以上是美國環保署（EPA）公佈之數據，實際行車需考量外在自然因素和人為因素，數據可能更不理想；事實上若是以極速行駛，只需12分鐘便會耗盡燃油。因此布加迪威龍16.4在部份國家因嚴重消耗燃油過多而無法符合交通法規，因而不能領取車輛號牌在馬路上合法行駛。

## 比賽競技成績

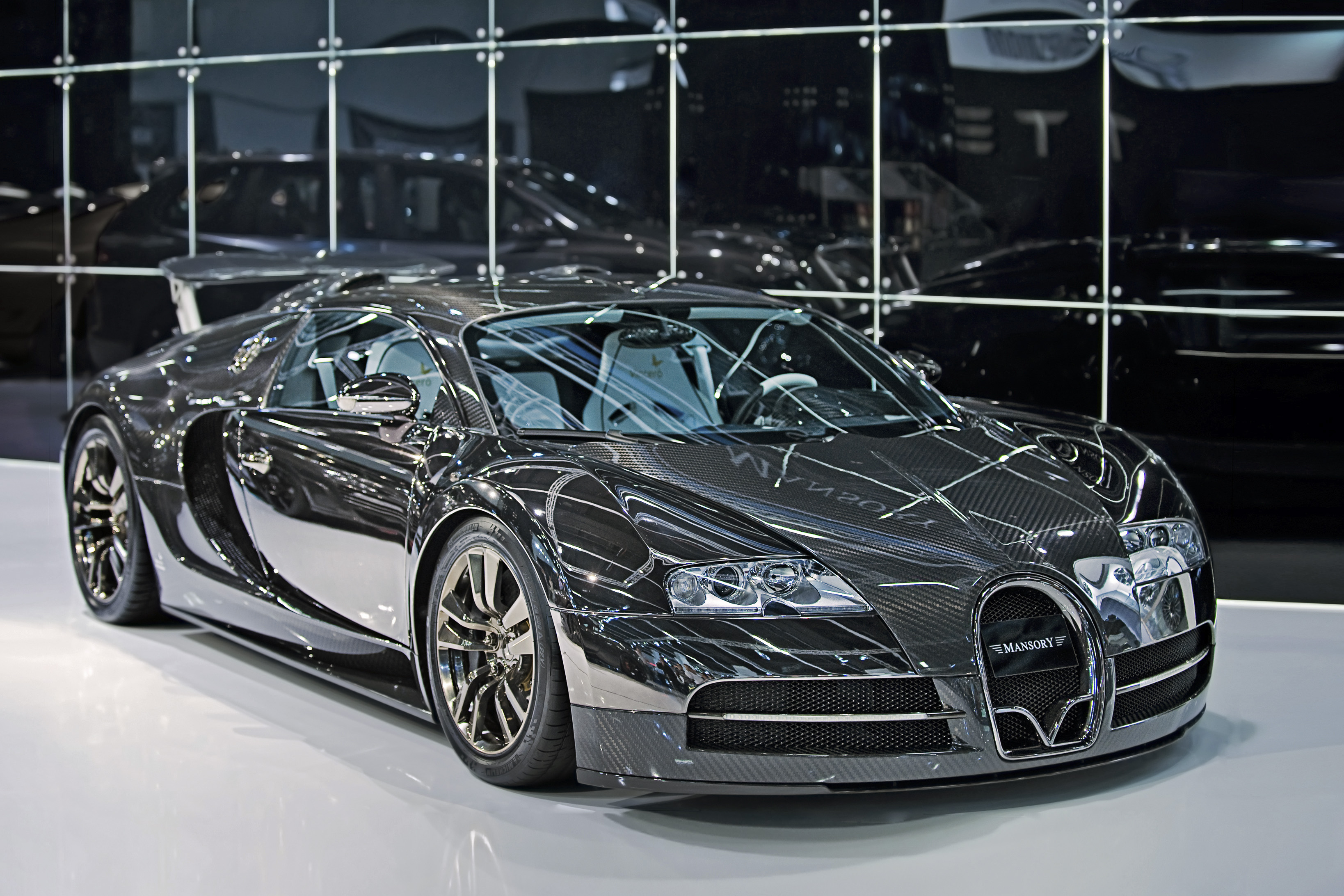
改裝型布加迪威龍16.4

布加迪威龍16.4曾是世界上行駛速度最快，馬力最強大，燃油消耗量最多和價錢最昂貴的超級跑車，在比賽競技上曾經戰勝擊敗以下各類世界著名超級跑車。
- 迈凯轮F1（McLaren F1）（627匹馬力，最大極速386.4km/h）[3]
- 兰博基尼Aventador SV Coupé（Lamborghini Aventador SV Coupé）（750匹馬力，最大極速350km/h）[4][5]
- 法拉利LaFerrari（Ferrari LaFerrari）（963匹馬力，最大極速350km/h）[6]
- 帕加尼風之子F（Pagani Zonda F）（602匹馬力，最大極速345km/h）[7]
- 科尼賽克CCX（Koenigsegg CCX）（806匹馬力，最大極速395km/h）[8]

2014年比賽競技，布加迪威龍16.4被科尼賽克One:1（Koenigsegg One:1）（1365匹馬力，最大極速435km/h）所超越擊敗

## 外部連結
- 官方网站